# Ecologisch Reservaat Mistaken Point
Het Ecologisch Reservaat Mistaken Point (Engels: Mistaken Point Ecological Reserve) is een natuurreservaat in de Canadese provincie Newfoundland en Labrador. Het 5,7 km² grote gebied ligt rondom de kaap Mistaken Point, in de zuidoostelijke punt van het schiereiland Avalon, dat deel uitmaakt van het eiland Newfoundland.
Mistaken Point bevat een gelijknamige geologische formatie dewelke fossielen bevat uit het Ediacarium-tijdperk. De fossielen bevatten of verwijzen naar de oudste meercellige organismes ter wereld. De geologische site werd ontdekt in 1967 door de Indische geoloog Shiva Balak Misra, die in die periode studeerde aan de Memorial University of Newfoundland. Op de site is een rotsformatie aan de oppervlakte gekomen die 565 miljoen jaar terug de zeebodem vormde, waardoor de ecologische sporen van de oude diepe zee nu beschikbaar zijn.
Mistaken Point dankt zijn naam aan het feit dat de kilometers lange klifformaties in het vaak mistige plaatselijke weer geregeld worden aangezien voor deze van het nabijgelegen Cape Race.
Bij de 40e sessie van de Commissie voor het Werelderfgoed in Istanboel werd dit natuurgebied in juli 2016 toegevoegd aan de Werelderfgoedlijst van de UNESCO.